# Julio Sotelo Morales
Julio Everardo Sotelo Morales (Ciudad de México, 20 de octubre de 1950) es un neurólogo, investigador y académico mexicano. Se ha especializado en  neurocirugía y neuroinmunología. Sus investigaciones acerca de la cisticercosis, reconocidas mundialmente, han modificado la clasificación de esta enfermedad, dando lugar a nuevos tratamientos y métodos preventivos.

## Estudios
Cursó la licenciatura en la Facultad de Medicina de la Universidad Nacional Autónoma de México (UNAM) en donde obtuvo el título en 1974. Realizó una especialización y un doctorado en neurología en el Instituto Nacional de Neurología y Neurocirugía Manuel Velasco Suárez de la Secretaría de Salud (SSA).  De 1978 a 1979 se trasladó a Inglaterra para realizar estudios posdoctorales de neuroinmunología en el London Hospital Medical College. En 1979 se trasladó a Estados Unidos para realizar estudios especializados en neurovirología en el Laboratory of Central Nervous System Studies de los National Institutes of Health.

## Investigador y académico
Desarrolló una técnica de un sistema de derivación ventrículo-eritoneal para el tratamiento de la hidrocefalia. Sin embargo, el desarrollo de dicha técnica experimental ha estado rodeado de controversias, pues fue aplicada a cerca de 500 pacientes sin su consentimiento , ocasionando daños en el sistema nervioso central, neuralgias, inestabilidad, trastornos en el sueño y, en algunos casos, la muerte. . La intervención fue dictaminada por la Comisión Nacional de Arbitraje Médico (CONAMED) como un caso de mala praxis médica.
Además, ah realizado investigaciones de neurobiología y neuroinmunología y ha realizado contribuciones en la etiología de la esclerosis múltiple y en el tratamiento del cáncer cerebral.
De 1998 a 2006 fue director del Instituto Nacional de Neurología y Neurocirugía Manuel Velasco Suárez, para el cual sigue colaborando como jefe de la Unidad de Neuroinmunología. Es miembro del Patronato de la Universidad Autónoma Metropolitana (UAM), de la cual fue nombrado presidente para el período 2011-2014.  
Fue presidente de la Academia Nacional de Medicina y de la Sociedad Mexicana de Neurología y Psiquiatría. Es miembro correspondiente de la American Neurological Association. Es investigador nivel III del Sistema Nacional de Investigadores y miembro del Consejo Consultivo de Ciencias de la Presidencia de la República.

## Obras publicadas
Ha escrito alrededor de 70 capítulos para libros de texto internacionales, más de 330 artículos para revistas científicas y alrededor de 70 artículos para revistas culturales y de divulgación. Su trabajo ha sido citado en más de 5100 ocasiones, siendo por ello el tercer autor de Latinaméricana más citado en la literatura médica internacional.

## Premios y distinciones
- Medalla “Dr. Eduardo Liceaga” otorgada por el Consejo de Salubridad General en 1992 y 1993.
- Premio Nacional de Ciencias y Artes en el área de Ciencias Físico-Matemáticas y Naturales otorgado por la Secretaría de Educación Pública en 2001.
- Premio al Mértio Médico entregado por el presidente de México en 2006.
- Investigador Emérito por la Secretaría de Salud desde 2007.
- Académico Emérito por la Academia Mexicana de Neurología desde 2007.
- Académico Honorario por la Academia Mexciana de Cirugía desde 2011.
- Premio Carlos Slim en Salud a la Trayectoria en Investigación, 2012.